# Minas de Sierra Morena
Minas de Sierra Morena es la marca cultural bajo la que se engloban los distintos territorios mineros situados en torno a la Sierra Morena y sus estribaciones, en el sur de España y Portugal. Situadas en el sur de la península ibérica, las minas de Sierra Morena nacen y se extienden conectándose con las grandes capitales y sus puertos, a través de ferrocarriles, formando una red con denominación de origen Sierra Morena. 
Esta red la forman conjuntos mineros de la región del Alentejo en Portugal, y de las comunidades autónomas de Andalucía, Extremadura y Castilla-La Mancha en España, tales como Mina de São Domingos en Mértola; Mina de Las Herrerías, Minas de Tharsis y Minas de Río Tinto en Huelva; Minas de la Reunión en Villanueva del Río y Minas, y Cerro del Hierro, en San Nicolás del Puerto, ambas en la provincia de Sevilla; Cuenca minera del Guadiato con Peñarroya-Pueblonuevo, distrito minero de Linares-La Carolina en Jaén; Minas de Almadén en Ciudad Real; Mina La Jayona en Badajoz.

## Territorio
El territorio de Sierra Morena puede reconocerse como una gran loma de 500 km de longitud aproximadamente, situada al sur de la península ibérica. De manera general, se encuentra delimitada al norte por el río Guadiana, y al sur por el río Guadalquivir, extendiéndose hasta Portugal. Esta sierra se comporta como escalón entre la Meseta Central y el Valle del Guadalquivir habiendo definido en el tiempo y a través de los intercambios de tradiciones, el desarrollo de una cultura propia. 
A una escala menor, la aparente homogeneidad de esta Sierra se descubre gradualmente diferenciada. Estas diferencias, establecidas en primer término por el relieve y el clima, y suavizadas por la capacidad adaptativa de la vegetación y la fauna, han sido remarcadas por la presencia del ser humano en la Sierra Morena.
Esta ocupación ha traído consigo la selección de la vegetación para aprovechamiento agrícola; la simplificación de su hidrología; la construcción de núcleos urbanos; la transformación del relieve y el trazado de infraestructuras de comunicación. Como resultado de estas transformaciones, la Sierra Morena se ha conformado como un territorio de una enorme variedad paisajística. Definida con el propósito de fomentar el turismo local e internacional de los lugares mineros de esta serranía, la marca cultural Minas de Sierra Morena supone una aportación vital a la visibilidad y la construcción simbólica de la cultura industrial de Europa en general, y de España y Portugal, en particular. 
Minas de Sierra Morena "atiende a la arquitectura de la mina como hecho cultural complejo; inserto en un territorio, un sistema de valores y una sociedad determinada, que permite explicar la subsistencia de rasgos, temperamentos, y caracteres distintivos y propios de los lugares mineros tiempo después de su desactivación."